# محي بك (عزبة)
عزبة محي بك، عزبة تابعة للوحدة المحلية بقرية كفر العرب، التابعة لمركز دسوق، التابع لمحافظة كفر الشيخ في جمهورية مصر العربية.